# 柴坪镇
柴坪镇，是中华人民共和国陕西省商洛市镇安县下辖的一个乡镇级行政单位。
2011年，余师乡被撤销，辖境并入柴坪镇。2015年，陕西省民政厅批复同意将柴坪镇米粮寺村、文家庙村划归木王镇。

## 行政区划
柴坪镇下辖以下地区：
柴坪村、金厂村、梅子村、向阳村、建国村、和睦村、松柏村、金虎村、安坪村、余师村、枇杷村、祝坪村、枫坪村、枫园村和石湾村。